# Beyond Hell / Above Heaven
Beyond Hell / Above Heaven (рус. Вне Ада / Вне Неба) — четвёртый студийный альбом датской метал-группы Volbeat, выпущен 10 сентября 2010 года в Европе и 13 сентября в США.

## Об альбоме
Beyond Hell / Above Heaven продолжает сюжетную линию Guitar Gangsters & Cadillac Blood. В альбом вошло 13 песен, включая ранее изданный трек «A Warrior’s Call», написанный для датского боксера Миккеля Кесслера в качестве интро к боям.
Микаэль Поулсен объяснил название пластинки так: «Это способ объяснить людям, что мы не верим ни в рай, ни в ад. Так что, если мы будем в раю, мы сделаем его выглядящим как ад, а если мы будем в аду, мы сделаем его выглядящим как рай. И рай и ад — это то что мы создаём в нашем сознании, а выдуманные нами демоны оттуда и появляются».
В записи Beyond Hell / Above Heaven приняло участие несколько приглашённых музыкантов, о которых Поулсен отозвался крайне одобрительно: «Я очень горд работать с этими прекрасными людьми, так как они вдохновляли меня в течение долгого времени».

## Список композиций
| №   | Название                                                  | Автор(ы)                                  | Длительность |
| --- | --------------------------------------------------------- | ----------------------------------------- | ------------ |
| 1.  | «The Mirror and the Ripper»                               | Микаэль Поулсен                           | 4:01         |
| 2.  | «Heaven Nor Hell» (при участии Хенрика Холла)             | Микаэль Поулсен                           | 5:23         |
| 3.  | «Who They Are»                                            | Микаэль Поулсен                           | 3:43         |
| 4.  | «Fallen»                                                  | Микаэль Поулсен, Томас Бредал             | 5:01         |
| 5.  | «A Better Believer»                                       | Микаэль Поулсен                           | 3:25         |
| 6.  | «7 Shots» (при участии Миланда Петроцца и Майкла Деннера) | Микаэль Поулсен                           | 4:45         |
| 7.  | «A New Day»                                               | Микаэль Поулсен, Томас Бредал             | 4:07         |
| 8.  | «16 Dollars» (при участии Якоба Оелунда)                  | Микаэль Поулсен                           | 2:49         |
| 9.  | «A Warrior’s Call»                                        | Микаэль Поулсен                           | 4:24         |
| 10. | «Magic Zone»                                              | Микаэль Поулсен                           | 3:52         |
| 11. | «Evelyn» (при участии Марка Гринуэя)                      | Микаэль Поулсен, Йон Ларсен, Марк Гринуэй | 3:30         |
| 12. | «Being 1»                                                 | Микаэль Поулсен                           | 2:22         |
| 13. | «Thanks»                                                  | Микаэль Поулсен, Йон Ларсен               | 3:43         |

Бонус-трек
| №   | Название    | Автор(ы)     | Длительность |
| --- | ----------- | ------------ | ------------ |
| 14. | «Angelfuck» | Гленн Данциг | 1:31         |

## Участники записи
Volbeat
- Микаэль Поулсен — вокал, ритм-гитара
- Томас Бредал — соло-гитара
- Андерс Кйольхольм — бас-гитара
- Йон Ларсен — ударные, перкуссия

Приглашённые музыканты
- Марк «Барни» Гринуэй — Napalm Death
- Майкл Деннер — Mercyful Fate / King Diamond
- Миланд Петроцца — Kreator
- Хенрик Холл — Love Shop
- Якоб Оелунд — Taggy Tones

## Чарты
| Чарт               | Место |
| ------------------ | ----- |
| Австрии            | 2     |
| Бельгия (Валлония) | 85    |
| Бельгия (Фландрия) | 29    |
| Дания              | 1     |
| Германия           | 3     |
| Греция             | 32    |
| Нидерланды         | 8     |
| Норвегия           | 8     |
| США                | 142   |
| Финляндия          | 1     |
| Швейцария          | 7     |
| Швеция             | 1     |